# Blacus linearis
Blacus linearis är en stekelart som beskrevs av Van Achterberg 1988. Blacus linearis ingår i släktet Blacus och familjen bracksteklar. Inga underarter finns listade.